# 小宮一仁
小宮 一仁（こみや かずひと、1961年11月（昭和36年11月） - ）は、日本の工学者（土質力学）。学位は、博士（工学）。千葉工業大学工学部教授。千葉工業大学元学長。

## 人物
東京都出身。テレビドラマ化された小説「幸子」の作者で医学者・医師の関口豊三は叔父、メチルクエン酸回路の発見者で筑波大学名誉教授の田渕武士は従叔父である。

## 経歴
- 埼玉県立川越高等学校出身。1987年3月、早稲田大学理工学部土木工学科を卒業[5]した。早稲田大学大学院理工学研究科修士課程及び博士後期課程に進学し博士(工学)の学位を授かる[5]。1991年4月から早稲田大学理工学部で助手[5]、その後、1994年4月から千葉工業大学工学部で助手、専任講師、助教授[5]を務めた。1998年4月、ケンブリッジ大学に移り工学部専任助教となる[6]。2001年4月から千葉工業大学工学部教授である[5]。2012年6月29日、50歳で千葉工業大学学長に就任（第12代）[5]、2期8年間を務めた。2020年6月29日から4年間、学校法人千葉工業大学学事顧問を務めた。

## 受賞・受章
- 2012年 公益社団法人全国大学体育連合 大学体育FD推進表彰[7]
- 2017年関東工学教育協会賞 協会貢献賞（個人賞）[8]
- 2022年関東工学教育協会賞 協会貢献賞（個人賞）[9]

## 社会的活動・主な役職
- 欧州理事会「Construction Research, Development and Innovation Project」招聘研究者(1998-1999年)[10]
- 欧州委員会「Brite Euram III Program」招聘研究者(1999-2000年)[10]
- 国土交通省「大深度地下における環境に関する検討調査委員会」委員(2002-2004年)[11]
- 人事院「国家公務員採用I種試験」試験専門委員(2010-2011年)[12]
- 人事院「国家公務員採用総合職試験」試験専門委員(2011-2013年)[13][14]
- 国立大学法人千葉大学 客員教授(2001-2009年)
- 独立行政法人日本学術振興会「科学研究費委員会」専門委員(2008-2009、2011年)
- 関東工学教育協会会長(2016-2017年)[15]
- 公益社団法人私立大学情報教育協会 常務理事(2017-2021年)[16][17]

## 学会
- 公益社団法人地盤工学会 理事(2011-2013年)[18]
- 公益社団法人地盤工学会「地盤工学会誌編集委員会」委員長(2012-2013年)[19]
- 日本実験力学会 評議員(2001-2008年)
- 公益社団法人土木学会 論説委員(2019-2021年)

## 共著
- 『土質力学』（彰国社、2000年12月初版発行、2025年1月初版第六刷発行、ISBN-10:4-395-04023-3、ISBN-13:978-4395040230）[20]
- 『性能設計地盤工学』（山海堂、2007年発行、ISBN-10:4381022424、ISBN-13:978-4381022424）
- 『地盤工学における性能設計』（丸善、2010年発行、ISBN-13:978-4-621-08178-5）[21]

## 編著
- 『Underground Construction Technology in Japan（英書）』（丸善、2006年発行、ISBN-13:978-4-88644-075-4）[22]
- 『薬液注入工法の理論・設計・施工』（地盤工学会、2009年初版発行、2020年初版第二刷発行、ISBN-13:978-4-88644-926-9）
- 『目から鱗のトンネル技術史』（土木学会、2009年発行、ISBN-13:978-4-8106-0670-6）
- 『Recent Developments of Geotechnical Engineering（英書）』（地盤工学会・中国土木学会、2010年発行、ISBN-13:978-4-88644-817-0）

## 監修書
- 『ドラえもん科学ワールドｓｐｅｃｉａｌ　みんなのためのおもしろ工学入門』[23]（小学館、 2024年9月発行、ISBN-13:978-4092592315）

## 分担執筆
- 『実験力学ハンドブック』（朝倉書店、2008年発行、ISBN-13:978-4-254-20130-7）
- 『Materials with Complex Behaviour（英書）』（Springer、2010年発行、ISBN-10:3642126669、ISBN-13 : 978-3642126666）
- 『近接施工』（地盤工学会、2011年発行、ISBN-13:978-4-88644-927-6）
- 『よくわかる実験技術・学術用語（第2版）』（日本実験力学会、2012年発行、ISBN-10:4-9903400-1-9、ISBN-13:9784990340018）

## 高校訪問
2015年度から2019年度の4年間に関東地方と近畿地方を除く全国の200校の高校を訪問した。小宮は、「どういう高校を回ったかと言いますと、生徒がうちの大学を受けてくれるけれども合格しても入学してくれない高校、つまり、偏差値が高い高校です。千葉工業大学は戦前からあった旧制大学ですので、今でも全国の都道府県のトップクラスの高校から受験生がいるのですが、学長就任前に偏差値が下がってしまっていたので、なかなか入学してくれない状況だったのです。入試担当者がこういう高校を訪問しても、残念ながら、あまり相手にしてもらえないということがありました。入学者が少ない高校ですと、資料を置いて帰ってくださいと言われるだけのことも多いそうです。ところが、学長が来るとなると校長先生や教頭先生や入試の責任者の先生が応対してくださるので、直接千葉工大のことをお話しすることができました。」と述べている。